# Sannong (socken i Kina, lat 24,45, long 107,50)
Sannong (kinesiska: 三弄瑶族乡, 三弄) är en socken i Kina. Den ligger i den autonoma regionen Guangxi, i den södra delen av landet, omkring 200 kilometer nordväst om regionhuvudstaden Nanning. Antalet invånare är 3991. Befolkningen består av 1 978 kvinnor och 2 013 män. Barn under 15 år utgör 25,0 %, vuxna 15-64 år 61 %, och äldre över 65 år 13,0 %.
Genomsnittlig årsnederbörd är 1 846 millimeter. Den regnigaste månaden är juni, med i genomsnitt 349 mm nederbörd, och den torraste är februari, med 34 mm nederbörd.